# Peratophyga tonseae
Peratophyga tonseae är en fjärilsart som beskrevs av Debauche. Peratophyga tonseae ingår i släktet Peratophyga och familjen mätare. Inga underarter finns listade i Catalogue of Life.